# Vattenpolo vid olympiska sommarspelen 1980
Vattenpoloturneringen vid Olympiska sommarspelen 1980 avgjordes i Moskva.

## Medaljsummering
| Gren                          | Guld | Silver | Brons |
| Herrarnas vattenpoloturnering | Sovjetunionen Vladimir Akimov Aleksej Barkalov Jevgenij Grisjin Michail Ivanov Aleksandr Kabanov Sergej Kotenko Giorgi Msjvenieradze Mait Riisman Erkin Sjagajev Jevgenij Sjaronov Vjatjeslav Sobtjenko Huvudtränare: Boris Popov | Jugoslavien Milivoj Bebić Zoran Gopčević Milorad Krivokapić Boško Lozica Predrag Manojlović Zoran Mustur Damir Polić Zoran Roje Ratko Rudić Slobodan Trifunović Luka Vezilić Huvudtränare: Trifun Miro Ćirković | Ungern Gábor Csapó Tamás Faragó György Gerendás Károly Hauszler György Horkai István Kiss László Kuncz Endre Molnár Attila Sudár István Szivós István Udvardi Huvudtränare: Dezső Gyarmati |